# Аслан Масхадов
Аслан Алиевич Масхадов (на чеченски: Масхадан Али кант Аслан) е чеченски военен и политически деец, 3-ти президент на непризнатата Чеченска република Ичкерия (ЧРИ), активен участник в сепаратисткото движение в Чечня (1993 – 2005).

## Биография
Роден е в село Шакай, Осакаровски район, Карагандинска област, Казахска ССР, където неговото семейство е депортирано през 1944 г. През 1957 (или 1959) година, след реабилитацията на чеченския и ингушкия народи, семейството се завръща в Чечня, заселвайки се в село Зебир-Юрт, Надтеречни район на Чечено-ингушката АССР.
Постъпва в комсомола през 1966 г. Завършва 10 клас на средното училище в село Надтеречное през 1968 г. Постъпва (1969) в Тбилиското висше артилерийско училище и го завършва през 1972 г.
От 1972 до 1978 г. служи в Далекоизточния военен окръг. Там заема длъжностите командир на огневи взвод, командир на батарея, началник-щаб на артилерийски дивизион и заместник-командир на дивизион. От 1978 г. учи в Ленинградската военно-артилерийска академия „М. И. Калинин“, която завършва с отличие през 1981 г.
Изпратен е през 1981 г. в Южната група войски в град Тата, Унгария, където последователно заема длъжностите командир на дивизион, началник-щаб на полк, а по-късно – командир на 198-и самоходен артилерийски полк.
В началото на 1990-те години участва в създаването на чеченските въоръжени формирования и ръководи бойните действия против руските войски. От януари 1997 до март 2005 г. е президент на ЧРИ.
Върховният съд на Северна Осетия обвинява Масхадов в съпричастност към терористична дейност – терористичния акт в театъра на метростанция „Дубровка“ в Москва през 2002 г., което той отрича според радио BBC. Убит е на 8 март 2005 г. в резултат от спецоперация на Федералната служба за сигурност (ФСБ) на Русия.